# 广东文理职业学院
廣東文理職業學院，简称廣文院，是一所位於中华人民共和国广东省廉江市的全日制专科民辦普通高等职业学校。前身为2006年3月创立的湛江现代科技职业学院，2012年更为现名。

## 概況
学院坐落在南海之滨的中国首批对外开放沿海港口城市、中国优秀旅游城市、北部湾新兴科技工业城市——湛江市。
学院办学用地1590亩，建筑面积40多万平方米，拥有现代化的教学大楼、图书馆、行政大楼、高标准的学生公寓、高校示范性餐饮中心、高标准的艺术馆，网球场、羽毛球馆、乒乓球馆、室内外篮球场、排球场、健身房等。学院实验实训中心102177.59平方米，已具备教学、培训、科技开发、生产四位一体功能。
校外实训和实习基地228家，覆盖所开设的全部专业。基础设施按20000人的办学规模配套建设，为学生提供了一个舒适的学习、生活环境。目前該学院籌備升格为应用型本科院校，学院将建成全廣東省一流的"广东奥克体育运动中心"，内设"劳丽诗游泳跳水馆"。
设有"七系一部四院"，50个专业，87个方向。现有在校生11299多人，教职员工901人，专任教师658人。学院设置有"粤西区域经济发展研究中心"、"岭南文化研究中心"、"廉江市电子电器研发中心"、"广东文理发展研究中心"、"茗龙茶学研究所"、"岭南廉江红橙研究所"等"四中心两所"。

## 院系設置
- 國際教育學院
- 汽車學院
- 建築工程學院
- 藝術傳媒系
- 信息工程系
- 財經系
- 管理系
- 人文系
- 機電工程系
- 生物工程系
- 思政部
- 繼續教育學院
- 體育與藝術學院

## 图片集合
- 廣東文理職業學院大門（鏡頭向東）
- 廣東文理職業學院教學樓
- 廣東文理職業學院 匯珍苑
- 廣東文理職業學院圖書館
- 廣東文理職業學院的植被
- 廣東文理職業學院的植被
- 廣東文理職業學院將軍山上的林蔭道
- 廣東文理職業學院 志雲亭（背後）
- 紀東將軍手書

## 国际友好大学
- 加拿大：湯姆遜河大學
- 日本：長崎國際大學（日语：長崎国際大学）